# Giudicato di Gallura
Il giudicato di Gallura era uno Stato sovrano e indipendente che nel medioevo si estendeva nella parte nord-orientale della Sardegna, dal corso del fiume Coghinas al golfo di Orosei, occupando tutte le odierne subregioni della Gallura e delle Baronie (tredici curatorie), oggi comprese nelle province di Sassari (zona orientale) e Nuoro.
Confinava a ovest con il giudicato di Torres e di Arborea, a sud con il giudicato di Cagliari.

## Ubicazione
A capo del territorio (logu) vi erano il monarca, denominato giudice (judike) o re, e un consiglio deliberativo (Corona de Logu).
La sua "capitale" tradizionalmente era Civita, ricostruita sui ruderi dell'antica città romana di Olbia, il cui nome compare per la prima volta nel 1113; il palazzo giudicale e la cappella palatina di san Paolo erano situati presso il l'attuale  corso Umberto, circondati da mura, torri e porte che ancora erano parzialmente in piedi ai primi dell'Ottocento; si ipotizza però che la corte giudicale itinerasse tra i maggiori centri delle curatorie del regno, ma la cosa non è accertata. I castelli di Pedres e di Sa Paulazza erano a difesa di Civita.

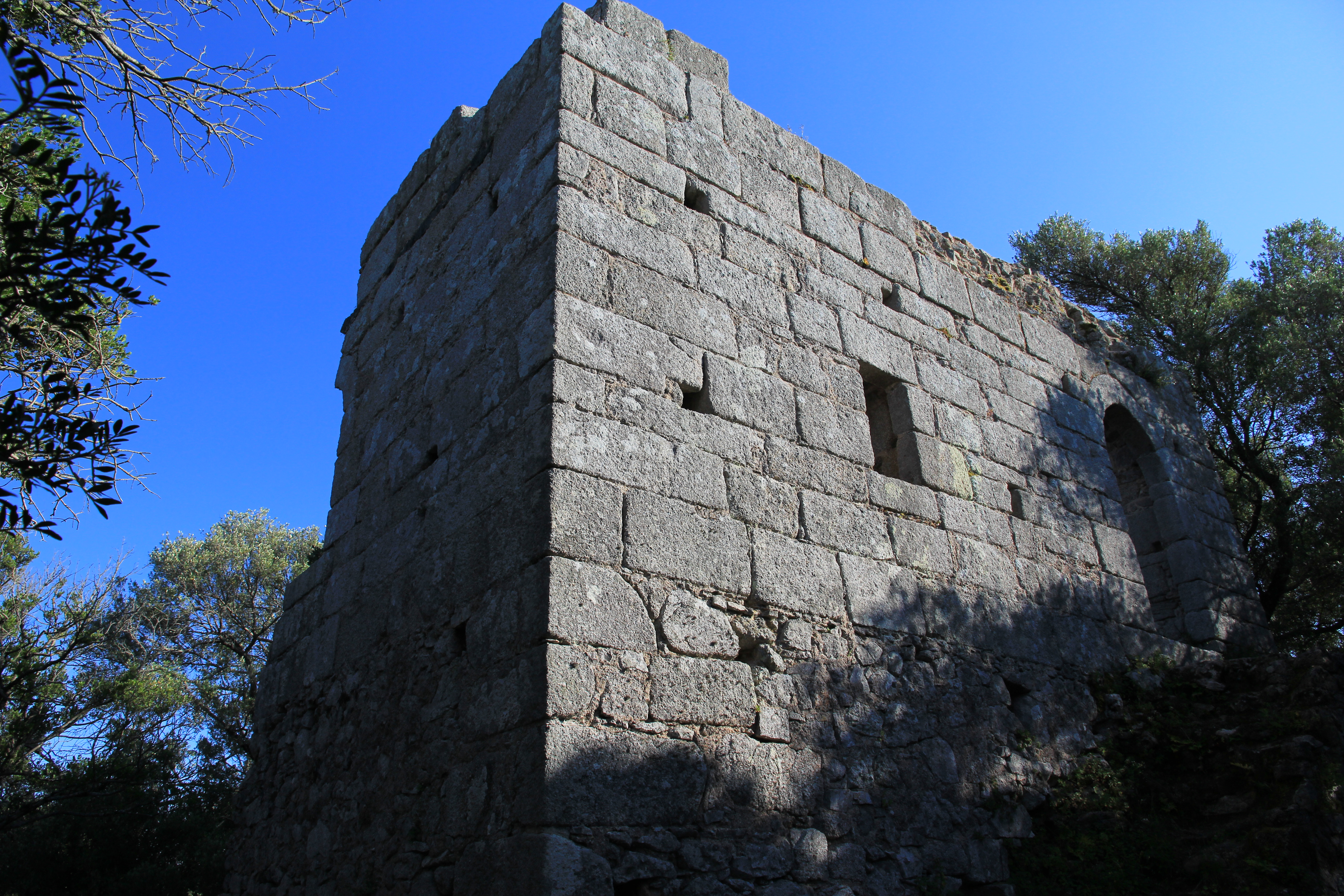
Il palazzo di Baldu, a Luogosanto

Sono state residenze giudicali i castelli di Baldu e Balaiana, nei pressi di Luogosanto,  e il castello della Fava in Posada.
I giudici di Gallura venivano tumulati nella cripta della cappella palatina di San Paolo in Civita e nella basilica di Nostra Signora di Luogosanto: i Visconti in san Francesco di Pisa, l'ultimo sovrano, Nino, in san Francesco di Lucca (il cuore).
Il territorio giudicale era suddiviso in due diocesi con sedi vescovili a Civita e a Galtellì inizialmente dipendenti dalla Santa Sede e dal 1138 sottoposte all'arcivescovo di Pisa. La diocesi di Civita era erede dell'antica diocesi di Fausania documentata dal V secolo (e il cui territorio costituì probabilmente la base per la formazione del giudicato) e fino al 1090/1095, con la denominazione di Episcopatus Gallurensis copriva l'intero territorio giudicale. Il patrono era san Simplicio, protovescovo di Fausania, cui era dedicata la cattedrale di Civita.
Lo stemma era costituito dall'effigie di un gallo.
Ultimo giudice di Gallura fu Nino Visconti nel 1296: sua figlia Giovanna si fregiò solo del titolo nominale, per poi cedere i diritti al fratellastro signore di Milano Azzone Visconti i cui discendenti a loro volta rinunciarono in favore dei sovrani d'Aragona.

## Storia

### Le origini del giudicato
In periodo romano Olbia (citata anche come Ulbia o Ulpia) aveva rappresentato un municipio di notevole importanza economica per la Sardegna, il cui porto garantiva stretti contatti con quello di Ostia e con la capitale dell'impero. L'entroterra settentrionale risulta invece abitato da popolazioni definite "Corsi", che con le vicine popolazioni dei "Balari" e degli "Iliensi", non totalmente sottomesse e che avrebbero più volte tentato di depredare le terre più fertili. Secondo la tradizione agiografica, nel 304, sotto Diocleziano, vi sarebbe avvenuto il martirio del protovescovo San Simplicio.
Decaduta la città romana per le incursioni vandaliche (dal 456 al 465), con la distruzione del porto romano era subentrata una fase di decadenza economica e demografica.
Nel 534 l'imperatore bizantino Giustiniano I riconquista la Sardegna ai Vandali.
Nel VI secolo risultano attestate nella Gallura interna, più impervia, forme di vita eremitica da parte dei Santi Nicola e Trano, nei pressi di Luogosanto. Nel 594 papa Gregorio Magno, con l'obiettivo di promuovere l'evangelizzazione della Sardegna e della Corsica, con un'epistola si rivolge al vescovo di Cagliari per ordinare Vittore come vescovo della sede di Phausania ("locus intra provinciam Sardiniam" probabilmente situata nell'immediato entroterra alle spalle della città romana), che viene descritta come da tempo vacante (un secolo prima, nel 484, in Sardegna sono attestate le sole diocesi di Cagliari, Sulci, Forum Traiani, Sanafer e Turris Lybissonis).
L'amministrazione dell'isola in periodo bizantino era affidata alle figure del praeses (detto anche iudex insulae o iudex provinciae, autorità giudiziaria e amministrativa con sede a Cagliari) e del dux (magister militum, autorità militare con sede a Forum Traiani), che nel VII secolo si fusero nella sola figura dello iudex Sardiniae ("giudice") o "arconte" (ὰρχόντης), con sede a Cagliari, la cui carica fu probabilmente affidata alle famiglie imparentate dei Lacon e dei Gunale e che dalla metà del IX secolo, sotto la pressione delle incursioni arabe nel Mediterraneo occidentale (che dal 705 iniziano a interessare l'isola, isolandola commercialmente e politicamente da Costantinopoli) e la difficoltà dei rapporti con Bisanzio, avrebbero collocato membri della propria famiglia a gestire le quattro principali circoscrizioni in cui avevano suddiviso l'isola. I logusalvadores (lociservator), raggiunta gradatamente l'autonomia e sostituendosi all'autorità centrale di stampo bizantino, assunsero a loro volta il titolo di iudex loci o iudike de logu dando progressivamente vita nel X secolo all'età giudicale.

### La Gallura alto-giudicale
Con la dissoluzione dell'impero bizantino e sotto la minaccia dell'invasione musulmana la Sardegna si riorganizzò in quattro entità statuali autonome, ricalcando la suddivisione amministrativa bizantina che probabilmente a sua volta rifletteva quella delle prime e più antiche diocesi paleocristiane e dei municipi romani. Il giudicato di Gallura doveva essere il più povero e meno popolato dei giudicati sardi, ma era anche quello geograficamente favorito dai rapporti con la vicina Corsica e la penisola italiana.
Della Gallura alto-giudicale non è rimasta alcuna fonte documentale e particolarmente complessa doveva risultare la gestione e il controllo di un territorio particolarmente esteso e poco popolato. Il legame con Bisanzio era ormai divenuto esclusivamente ideale se non per le consuetudini religiose. Il giudice (iudike), come negli altri regni, aveva una carica che perveniva in parte per diritto ereditario (i più antichi giudici sardi noti sembrano tutti appartenere alla famiglia de Lacon, che probabilmente aveva ottenuto il potere amministrativo in periodo bizantino) e in parte per conferma elettiva da parte dei majorales (le autorità religiose e i ceti più elevati).
Secondo la tradizione romana dei praesides si ipotizza che la corte giudicale itinerasse tra i maggiori centri (villas) delle curatorie per amministrarvi la giustizia. In quest'epoca doveva essere ancora presente il castello sede delle autorità bizantine che venne rimaneggiato come residenza giudicale e secondo la tradizione bizantina lo stesso vescovo doveva avere un ruolo importante nell'amministrazione dei villaggi e della giustizia.
Dopo una relativa tranquillità che durava dal 947, tra il 1000 e il 1005 la Sardegna, come il resto del Mar Tirreno subì diverse incursioni musulmane. Nel 1003 la flotta pisana compì uno saccheggio lungo la costa orientale dell'isola colpendo Olbia e l'Ogliastra, nei cui territori si erano probabilmente stanziati i pirati musulmani. Risale probabilmente a questo periodo lo spostamento o la realizzazione di una residenza giudicale alternativa nella Gallura interna nel castello di Balaiana, nei pressi di Luogosanto, al riparo dalle incursioni arabe (la tradizione vuole che esso sia stato la sede dei primi giudici e per lo stesso motivo nel vicino giudicato di Torres la capitale veniva portata da Torres ad Ardara).
Tra il 1015 e il 1016 il condottiero arabo Mujāhid al-ʿĀmirī (Museto) tenta l'invasione della Sardegna e conquista gran parte del Campidano (nella battaglia morì l'arconte Salusio, giudice di Cagliari). L'attacco di Museto alle coste della Toscana e alla città di Luni convinse tuttavia Pisa e Genova a coalizzarsi, su sollecito del papa Benedetto VIII e dell'imperatore, per liberare il Tirreno dalle scorrerie musulmane.

### L'influenza delle repubbliche marinare e del papato sul governo giudicale
Nel 1016, Pisa e Genova liberano la Sardegna dalla minaccia musulmana e inducono Museto alla fuga. I giudici sardi, preoccupati del rischio di nuovi attacchi, strinsero alleanza con le due repubbliche marinare, le quali iniziarono a interessarsi all'isola, inizialmente per ottenerne privilegi commerciali e successivamente ad interferire nel suo governo introducendosi nelle dinastie giudicali.
A seguito dello scisma tra la Chiesa romana e quella orientale del 1054, nel 1073 il papa Gregorio VII invia una missiva con la quale riafferma la supremazia politica pontificia sui quattro giudicati sardi. In questa epistola indirizzata ai giudici sardi per invitarli alla sottomissione alla chiesa di Roma nel riferimento Constantinus Gallurensis compaiono per la prima volta la denominazione "Gallura" e il primo nome noto di un giudice gallurese (Costantino).

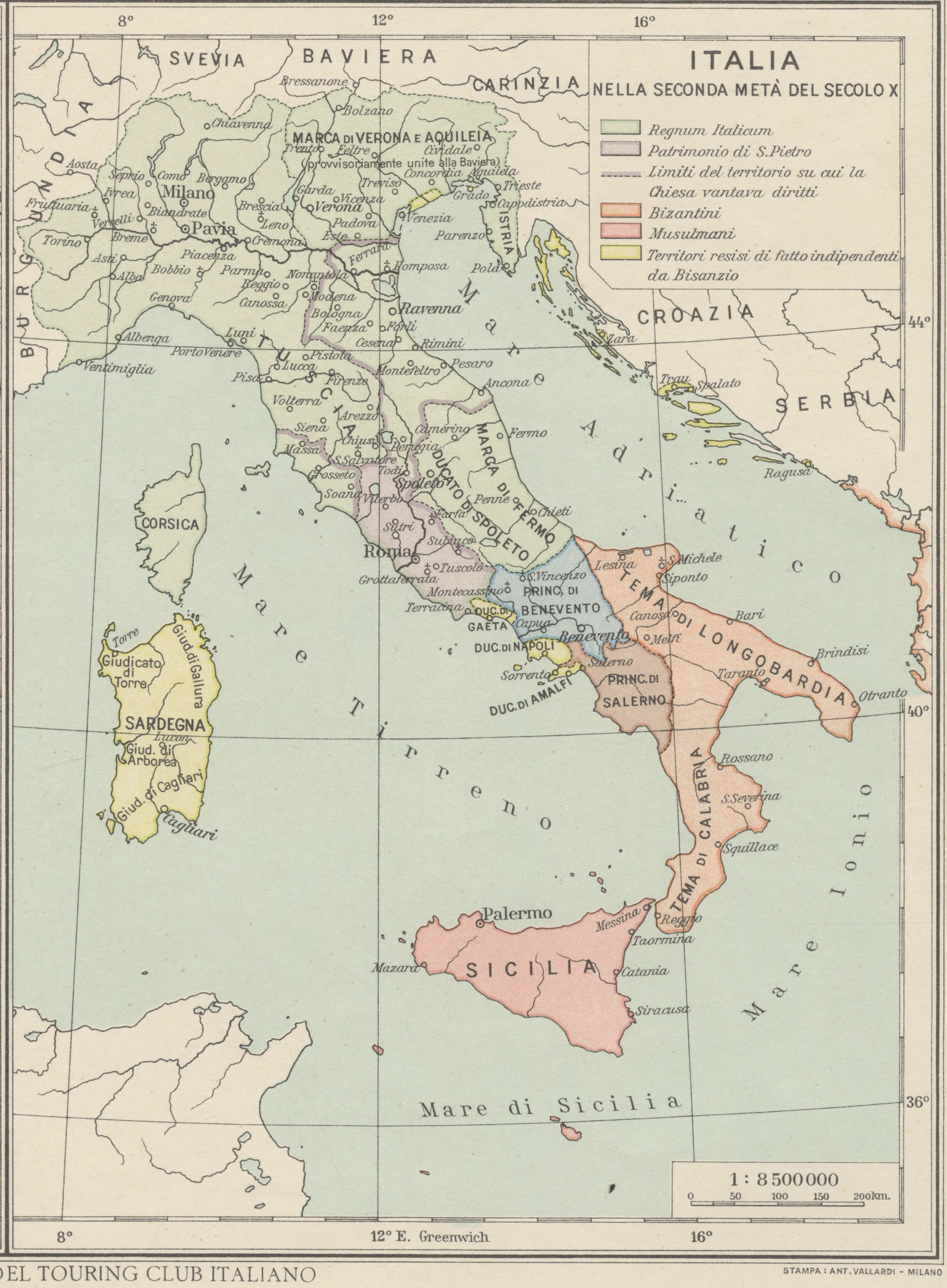
Mappa dell'Italia della seconda metà del X secolo; il Giudicato di Gallura è evidenziato in giallo

Nella seconda metà dell'XI secolo i giudici, ai fini di non mettersi in contrasto con la Chiesa romana, avevano abbandonato il titolo di arconti e agevolavano la venuta nell'isola dei monaci benedettini da Montecassino e San Vittore di Marsiglia (in Gallura a Posada, Larathanos a Olbia, Surrache a Santa Teresa e Corte a Dorgali), per sostituire il rito romano a quello greco, sia pure in aperto contrasto alla posizione dei vescovi locali, che si opponevano alla diffusione del monachesimo e alle pretese di Roma. A Galtellì nella Chiesa di Santa Maria de Turris, poi diventata Santu Cristos, erano presenti con i vittorini i monaci di Sant'Onorato di Lerino provenienti anch'essi come i precedenti dalla Provenza. Solo il nuovo giudice Torchitorio de Zori, assunse posizioni filoimperiali e di appoggio al clero locale, che gli valse la scomunica da parte di papa Urbano II.
Alla seconda metà dell'XI secolo risale il primo impianto della cattedrale di San Simplicio, che sorge nel retroterra, al di fuori del borgo murato e a prudente distanza dal mare, su modello romanico simile a quello della basilica di San Gavino a Torres. Tra il 1090 e il 1095 l'antica diocesi (Episcopatus Gallurensis) che copriva l'intero territorio giudicale viene suddivisa nelle diocesi di Civita e in quella di Galtellì. Nel 1113 compare per la prima volta la denominazione di Civita (o Kivita), forse rinata dopo un temporaneo abbandono.
Nel 1114 Pisa organizzò una grande spedizione (alla quale parteciparono numerosi stati italiani e i giudicati sardi, ma non Genova) guidata dal capitan generale dei pisani il conte Gherando Caetani di Terriccio contro gli arabi stanziati nelle isole Baleari e le sue navi partite da Pisa (circa 300 galee) sostarono a Santa Reparata, nelle Bocche di Bonifacio, prima di fare tappa a Torres, appoggiati dal giudice gallurese Ittocorre de Gunale che aveva ormai consolidato la sua amicizia a Pisa.

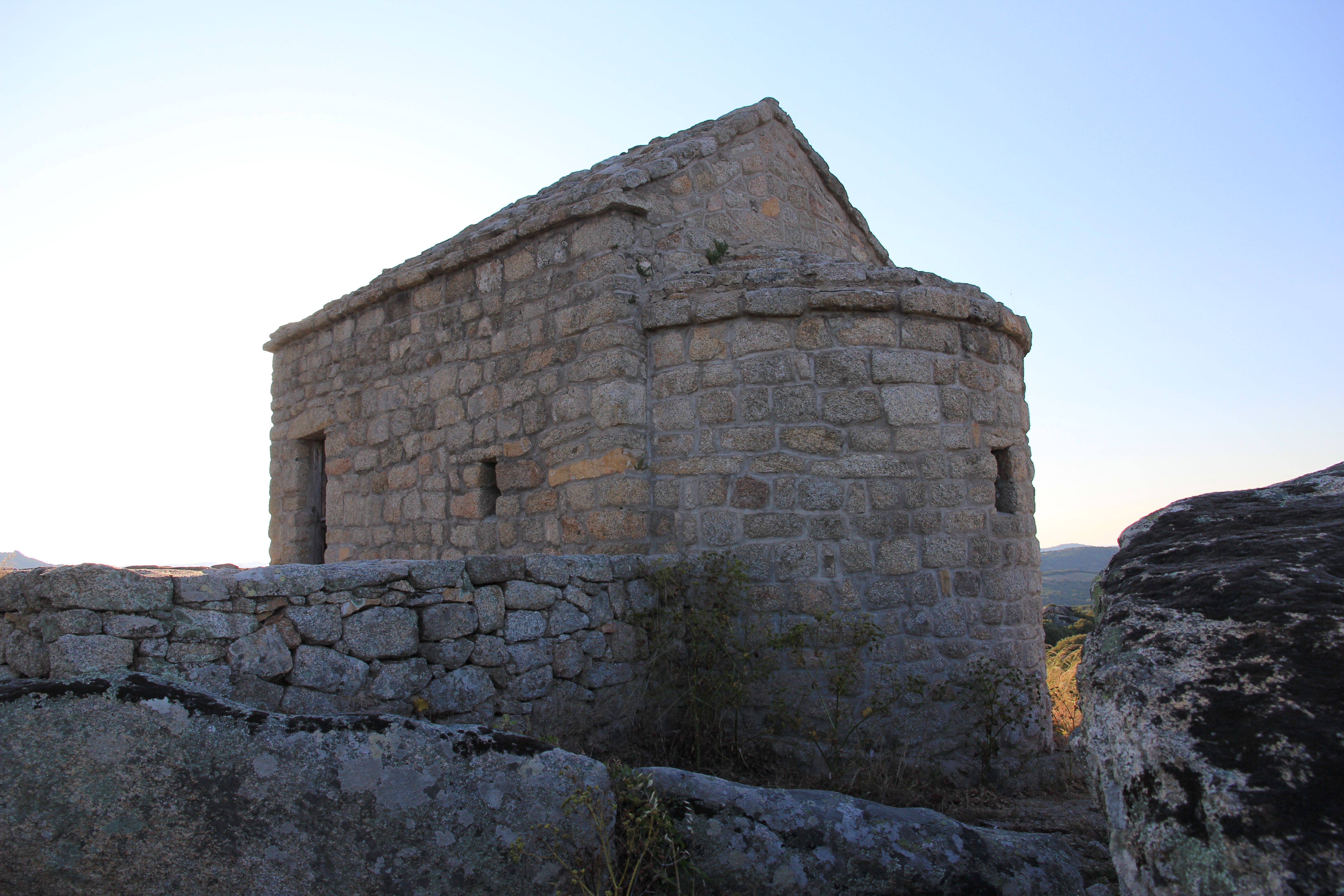
Chiesa di San Leonardo (Luogosanto)

Con l'inizio del XII secolo i vari giudicati si erano prodigati inoltre in privilegi ed esenzioni ai mercanti pisani e donazioni all'Opera di Santa Maria di Pisa. Nella prima metà del XII secolo (1110-1120) viene probabilmente completata la cattedrale romanica di San Simplicio, che presenta elementi stilistici del romanico toscano e lombardo. Era allora vescovo Villano Gaetani (Villanus), probabilmente di origine pisana. Nel 1130 è inoltre attestata una disputa tra il giudice Costantino II e i figli del suo predecessore per il possesso del castello di Balaiana, che doveva probabilmente rappresentare una residenza giudicale estiva (fatto menzionato nel Condaghe di Santa Maria di Bonarcado).
Nel 1133, al fine di dirimere i contrasti tra Pisa e Genova sui possessi in Corsica, papa Innocenzo II eleva Genova a sede di arcidiocesi e le sottopone le diocesi del nord della Corsica di Mariana, Nebbio e Accia (inizialmente dipendenti da Pisa e che costituiranno il fulcro della penetrazione genovese nell'isola) mentre Pisa mantiene il controllo di quelle Aleria, Ajaccio e Sagona. A compensazione della perdita, nel 1138, le diocesi di Civita e Galtellì, inizialmente dipendenti dalla Santa Sede, vengono sottoposte come suffraganee all'arcivescovo di Pisa.
Nella seconda metà del XII secolo ha inizio la riqualificazione del porto di Civita, il più vicino della Sardegna alla penisola italiana.
Nel terzo quarto del XII secolo anche il castello di Balaiana viene fortificato e dotato della cappella palatina di San Leonardo. Nei pressi, nel vicino villaggio di Santo Stefano, viene inoltre realizzato il grande palazzo di Baldu (esteso su 1600 m² e con 16 ambienti rettangolari disposti intorno a un grande cortile con un palazzo di 3 piani), con una tecnica costruttiva che richiama quella delle chiese romaniche. In questi castelli, residenze estive giudicali, risiedettero sovente la giudicessa Elena col marito Lamberto Visconti di Eldizio, il loro figlio Ubaldo con Adelasia di Torres, per sfuggire al grande caldo umido di Civita.

### Il periodo visconteo e il dominio diretto pisano
Nel 1203 circa Elena de Lacon eredita il giudicato ancora minorenne con la tutela della madre Odolina. Nel tentativo di impadronirsi del regno viene corteggiata da numerori pretendenti inviati da Pisa, Genova e dal Papa Innocenzo III, tra cui Guglielmo Malaspina, Trasamondo di Segni, Ittocorre di Torres e infine il pisano Lamberto Visconti di Eldizio, che la sposa contro la volontà del Papa che pronuncia una scomunica. Questi diviene giudice di Gallura, dando inizio al periodo di dominio visconteo. In conseguenza di questi eventi nel 1209 Comita di Torres occupa Civita ma poi si ritira. Dalla Gallura la politica espansiva pisana capeggiata da Lamberto Visconti promana verso sud e si annette le terre delle secolari autonomie abbaziali di Girifai. La giurisdizione di Girifai era incastonata tra i quattro giudicati che fino ad allora ne avevano rispettato l'autonomia. Lamberto Visconti le trasferisce in proprietà al Vescovo Barone di Galtellì e procede alla conquista del giudicato di Cagliari.

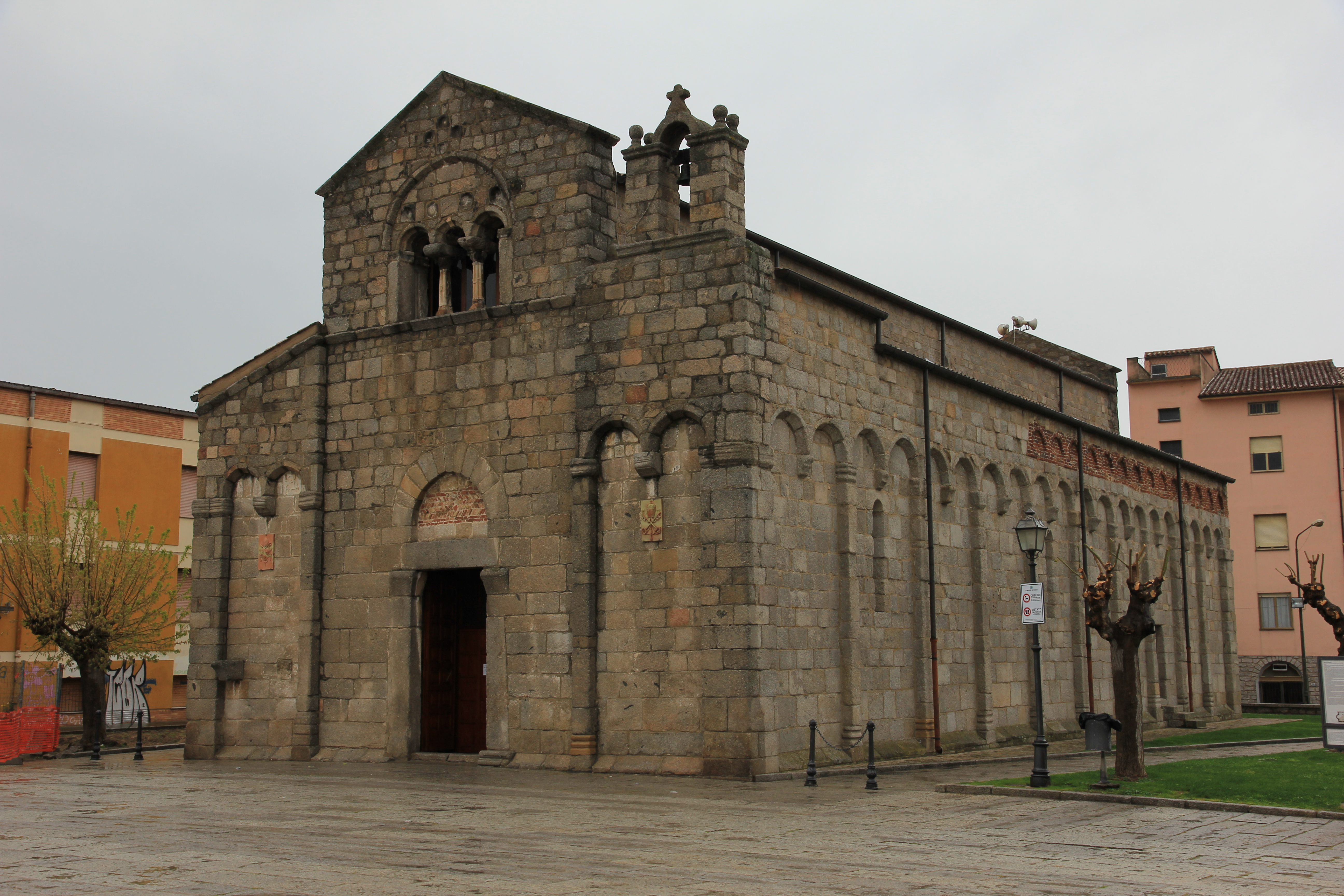
Antica cattedrale romanico-pisana di San Simplicio a Olbia: edificata durante il regno del giudice Costantino, vi fu celebrato il matrimonio tra Elena e Lamberto Visconti di Eldizio

Tra il 1227 e il 1233 a Civita e Orosei giunsero i consoli dei mercanti pisani (istituzioni consolari che rappresentavano i mercanti e la madrepatria) e si consolidò il borgo mercantile nei pressi del porto. I pisani di Lamberto Visconti occupano Dorgali e ne fortificano il Castro. Nel 1256, i giudici - entrambi pisani - di Gallura, Giovanni Visconti, e di Arborea, Guglielmo di Capraia, dichiarano guerra al giudice di Cagliari Chiano di Massa che si era alleato con Genova. A seguito della vittoria, il giudicato di Gallura venne portato alla sua massima estensione, associandovi, con la divisione di quello di Cagliari nel 1258 parte delle Barbagie, l'Ogliastra, Gippi e il Sarrabus.
Dal 1265 si accentua però la contrapposizione tra il giudicato di Gallura, in mano ai Visconti di fazione guelfa filoimperiale, e quello l'Arborea di Mariano II di Bas-Serra, appoggiato dalla fazione ghibellina. In questo stesso periodo vennero rafforzate le fortificazioni del regno con la costruzione di numerose torri (tra cui il fortilizio del castello di Pedres di cui si hanno notizie tra il 1296 ed il 1388). In periodo imprecisato venne anche trasportata a Pisa l'architrave in granito del distrutto tempio di Cerere (risalente al 59), che venne dapprima incastonata nella facciata meridionale del Duomo e successivamente posta nel Camposanto Monumentale.
Nella seconda metà del Duecento, sotto il dominio dei Visconti, sui resti dell'antica città romana (ma lasciandone all'esterno la cattedrale di San Simplicio) nasceva così il nuovo borgo mercantile, "Terra Nova" (il toponimo Civita rimarrà esclusivamente ad individuare amministrativamente la diocesi), città murata, con i suoi ceti di mercanti e artigiani e che apportarono una decisa crescita economica al centro e al suo retroterra.
Giovanni Visconti (subentrato al cugino Ubaldo - 1225-38 -, figlio di Elena e Lamberto, sposo di Adelasia di Torres che, vedova, tentò di succedergli col secondo marito Enzo di Svevia) nel 1273 venne bandito dal comune di Pisa, sconfitto nella regione tra la Trexenta e il Gippi dalle truppe pisane guidate da Anselmo di Capraia, il corso, e nel 1274 gli vennero confiscati tutti i beni, e morì in battaglia in Toscana nel 1275, un anno prima che Pisa firmasse il trattato di pace con la lega guelfa (1276) riammettendovi i componenti.

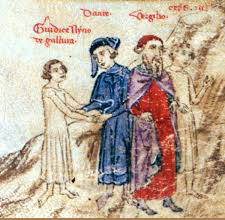
Nino Visconti con Dante e Virgilio

Con la salita al trono di Nino Visconti, ultimo giudice, ricordato da Dante Alighieri nella Divina Commedia (unitamente al suo vicario frate Gomita), questi, dopo aver avuto il titolo di podestà di Pisa viene bandito e esiliato dalla città toscana, contro la quale promuoverà numerose iniziative. A questo periodo risalgono inoltre le frequentazioni presso le corti sarde del letterato Terramagnino da Pisa. Dopo la morte di Nino Visconti nel 1296, dal 1300 la Gallura venne assoggettata direttamente a Pisa a mezzo di un vicario. Il sopravvissuto giudicato di Arborea ne occupò tuttavia la Barbagia di Bitti e il Monteacuto (che erano stati sottratti al dissolto giudicato di Torres pochi decenni prima) mentre i Doria estesero i propri domini all'Anglona e alla curatoria di Balaiana.
Con un atto di forza, nel 1297, Papa Bonifacio VIII investì il re Giacomo II di Aragona dell'inedito "Regno di Sardegna e Corsica". Terranova, come anche Orosei, vennero però cinte dai pisani da mura (vengono citate infatti come castrum), ne venne incentivata la crescita demografica e passarono così dallo status di borghi signorili a quello di comuni (con un proprio podestà, camerlenghi e notai), sia pure sottoposti al dominio pisano (quasi-civitas), liberandosi da gran parte delle ingerenze delle famiglie giudicali e dell'autorità vescovile. Vengono contemporaneamente potenziati i porti di Terranova, Orosei, Santa Reparata, Posada e Santa Lucia. L'evoluzione forzata si interruppe per effetto degli eventi storici: già tra il 1316 e il 1323 venivano segnalati lo stato di degrado di Terranova e delle sue mura, la fuga degli abitanti con conseguente calo demografico e la mancanza di sicurezza.
Con la conquista catalano-aragonese del 1323 si conclude definitivamente la storia giudicale e nel 1328 la stessa Terranova, già penalizzata da dissidi interni, subisce una pesante incursione e viene incendiata e spopolata da parte dei genovesi. Lo stesso castello di Pedres nel 1339 risulta affidato alla custodia di un frate dell'Ordine di San Giovanni di Gerusalemme e tra il 1355 e la fine del secolo passa alternativamente tra le mani degli aragonesi e quelle degli arborensi. Nel Repartiment de Sardenya del 1358, Terranova, dopo un lungo periodo di guerre, rivolte e pestilenze, contava appena 132 capifamiglia soggetti a imposizione fiscale (pari a una popolazione non superiore agli 800 abitanti). Dopo alcuni anni di continuità, con la metà del Trecento gli aragonesi frazionano la Gallura giudicale in varie entità amministrative sancendo la definitiva divisione del territorio giudicale tra l'odierna Gallura e quello dell'antica bassa Gallura (attuale Baronia) con epicentro a Orosei.. Si verifica in questo momento il pieno sviluppo dei due centri vicini di Tempio Pausania e Calangianus (allora Tempio e Calanjanus, in Gemini), rispettivamente i due centri abitati più importanti allora.

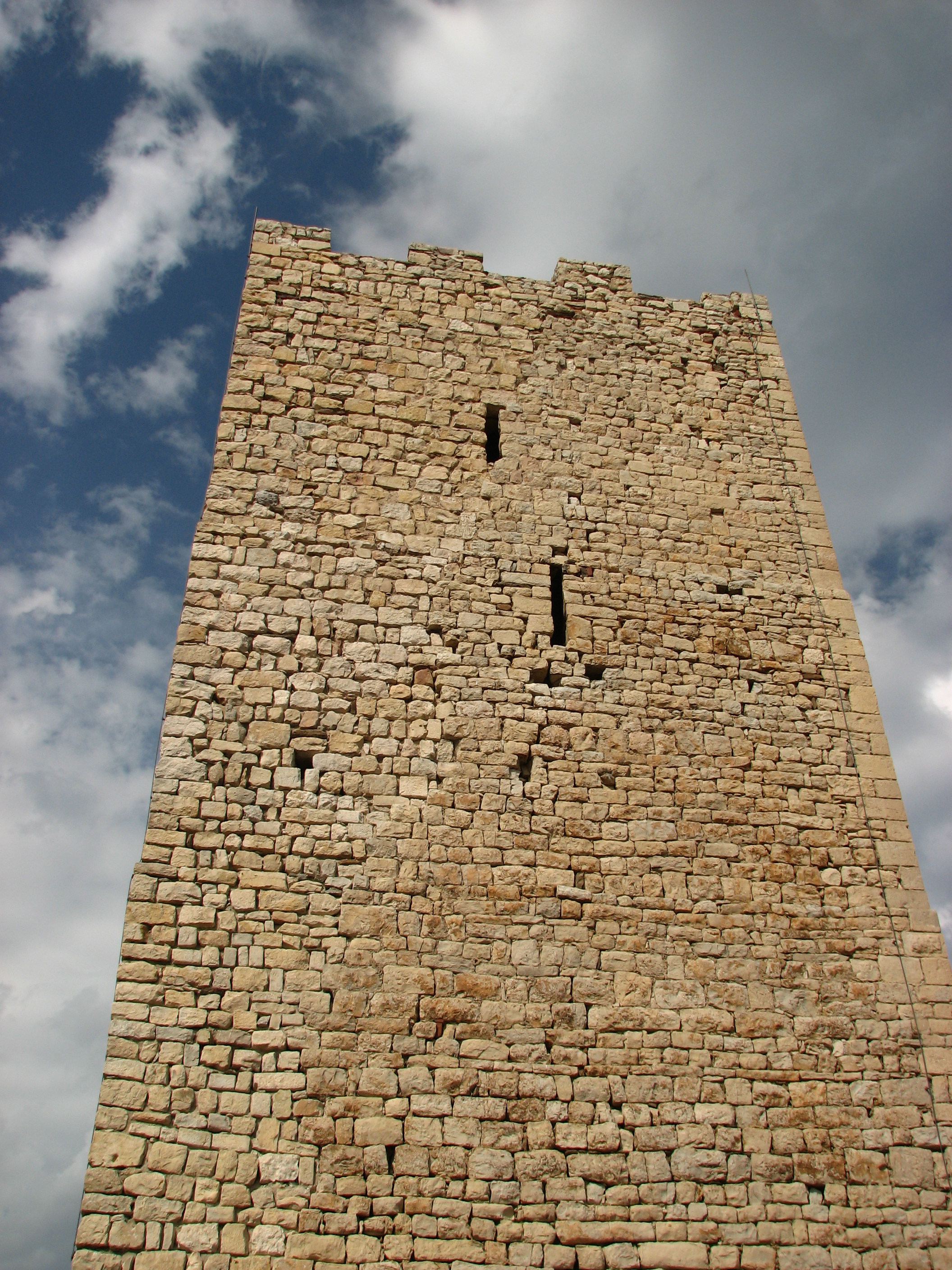
Castello della Fava, Posada

## Le curatorie
Come tutti i giudicati, il regno di Gallura era amministrativamente suddiviso in 13 curatorie (curadorias), formate da un certo numero di centri abitati chiamati indistintamente ville (villas) dipendenti da un capoluogo di curatoria in cui aveva sede il curatore che sovrintendeva l'amministrazione locale, composta dai vari funzionari (maiores). 

In rosso le curatorie di Gallura

Facevano storicamente parte del giudicato di Gallura le curatorie e le ville di: 
- Taras o Caras (Villa Abba, Cokinas, Malacaras, Bongias, Morteddu)
- Montanea o Montangia (Arcagnani, Assuni, Alvargius, La Paliga, Melassani, Agnorani, Villa Logusantu)
- Unali Susu (Arsachena, Araistana o Astaina, Albagnana, Corruaro)
- Balaniana o Balariana (Balarianu, Batore, Nuragi, Oranno, S. Stefano, Telargiu, Albaico, Vigna Maggiore)
- Canahim o Canahini (Canahini, Agiana o Hagiana, Villa Canaran)
- Gèmini (Tempio, Nughes, Aggius, Bortigiadas, Calanjanus, Luras, Vignas o Campo de Vigne o de Vinyes, Villa Latignano o Latinacho)
- Civita o Fundimonte (Terranova, Villaverri, Puzzolo, Caresos, Tertis, Villa maior, Talanyana, Larathanos, Offilo, Villa Petresa)
- Orfili (Orfili, Ossude, Villadanno, Guardoso, Lappia)
- Posada (Posada, Torpè di Posada, Lodedè, Lorade, Pelarà, Palterisca, Stelaia, Siniscola)
- Bitti o Barbagia di Bitti (Bitti, Garofai, Onani, Dure, Norgale)
- Orosei Galtellì (Galtellì, Orisè o Orosei, Irgoli, Onnifai, Locoli, Lulla, Dilisorre, Duassodera, Gorgorai, Ircule)
- Franca di Jirifai, zona affrancata extragiudicale,[13] (Goltofe o Gortobè (Ortobene), Sancta Maria Magdalena Thorpeiae-S'Armulanza-Miriai e Gonarium o Gonare o Unale (Su Fundale o Dorgali Alto, Mulattai-Isportana e Mariscai-Iriai), Nothule (Dule-Locoe), Iloghe, Orrule o Nurulis, Isarle, Lollove, Gurennoro-Gorgolennoro, Golcone-Corcodde-Goreone-Gologone, Gadu-Giumpattu (agro di Oliena), Filihuri-Filicore (agro di Oliena), Oliana, Locoe, Nodule-Dule, Torpe dell'Iscra di Galtellì, Lollove, Portu Nonu (Gonone).[senza fonte]
- Unale josso (Villa de Muru, Agugheda-Cucchè, Nurachi, Corache-Cares (Orividdo-Siddai), Gonarium o Unale, Villa del Castro o Corte di Dorgali, Ortomurcato, Scopeta, Siffilionis, Thurcali-Cartagine Sulcos)